# Niedermattstall
Niedermattstall ist ein ehemaliges Dorf, das in Langensoultzbach, einer französischen Gemeinde im Département Bas-Rhin in der Region Grand Est (bis 2015 Elsass), aufgegangen ist.

## Geschichte
Niedermattstall gehörte den Herren von Lichtenberg. In deren Herrschaft war es dem Amt Wörth zugeordnet, das im 13. Jahrhundert entstanden war. Als 1480 mit Jakob von Lichtenberg das letzte männliche Mitglied des Hauses verstarb, wurde das Erbe zwischen seinen beiden Nichten, Anna und Elisabeth, geteilt. Anna hatte Graf Philipp IV. von Hanau (1514–1590) geheiratet, Elisabeth von Lichtenberg (* 1444; † 1495) Simon IV. Wecker von Zweibrücken-Bitsch. Das Amt Wörth – und damit auch Niedermattstall – kamen bei der Teilung zu Zweibrücken-Bitsch. Während Niedermattstall Mitte 15. Jh. als Bestandteil des Amtes Wörth nachgewiesen ist, ist das am Ende des 18. Jahrhunderts nicht mehr der Fall. Es ist wüst gefallen oder in Langensulzbach aufgegangen.